# Angela Christ
Angela Anna Christ (Eindhoven, 6 maart 1989) is een Nederlandse voormalig voetbalster die als keeper speelde.

## Clubcarrière
Christ keepte op veertienjarige leeftijd in de hoofdklasse bij ODC, het hoogste niveau voor vrouwenvoetbal op dat moment in Nederland. In haar eerste jaar werd ze verkozen tot beste keeper. Ondanks haar uitverkiezing kon niet voorkomen worden dat ODC degradeerde dat jaar. Christ bleef echter in de hoofdklasse, ze vertrok naar het Zeistse SV Saestum. In haar eerste jaar bij SV Saestum wist ze haar titel van beste keepster te prolongeren. In haar tweede en derde jaar werd ze zowel landskampioen als winnaar van de Supercup, maar zag ze wel de titel van beste keepster aan zich voorbij gaan. Nadja Olthuis won in die seizoenen het klassement.
In de zomer van 2007 ruilde zij SV Saestum in voor FC Utrecht om mee te doen aan de nieuw opgerichte Eredivisie voor vrouwen. In zowel seizoen 2009/10, seizoen 2010/11 als seizoen 2011/12 werd Christ door Vrouwenvoetbal Nederland verkozen tot beste keeper van de Eredivisie. Na vijf seizoenen voor FC Utrecht vertrok ze in 2012 naar PSV/FC Eindhoven, die nieuw opgerichte club uit haar geboorte- en woonplaats.
In juni 2018 geeft ze na de verloren bekerfinale aan te stoppen met voetbal, nadat ze 153 wedstrijden voor PSV onder de lat heeft gestaan.

## Interlandcarrière
In de zomer van 2009 nam Christ deel met het Nederlands elftal aan het EK. In het toernooi waarin Nederland de halve finales bereikte kwam ze echter niet in actie.

## Erelijst

### In clubverband
- Landskampioen Nederland: 2005, 2006 (SV Saestum)
- Supercup: 2005, 2006 (SV Saestum), 2010 (FC Utrecht)
- KNVB beker: 2010 (FC Utrecht)

### Individueel
- Beste keeper Hoofdklasse: 2003/04, 2004/05
- Beste keeper Eredivisie Vrouwen: 2009/10, 2010/11, 2011/12

## Statistieken
| Seizoen | Club             | Land      | Competitie          | Wedstrijden | Doelpunten |
| ------- | ---------------- | --------- | ------------------- | ----------- | ---------- |
| 2003/04 | ODC              | Nederland | Hoofdklasse         | -           | -          |
| 2004/05 | SV Saestum       | Nederland | Hoofdklasse         | -           | -          |
| 2005/06 | SV Saestum       | Nederland | Hoofdklasse         | -           | -          |
| 2006/07 | SV Saestum       | Nederland | Hoofdklasse         | -           | -          |
| 2007/08 | FC Utrecht       | Nederland | Eredivisie          | 20          | 0          |
| 2008/09 | FC Utrecht       | Nederland | Eredivisie          | 23          | 0          |
| 2009/10 | FC Utrecht       | Nederland | Eredivisie          | 20          | 0          |
| 2010/11 | FC Utrecht       | Nederland | Eredivisie          | 11          | 0          |
| 2011/12 | FC Utrecht       | Nederland | Eredivisie          | 17          | 0          |
| 2012/13 | PSV/FC Eindhoven | Nederland | Women's BeNe League | 20          | 0          |
| 2013/14 | PSV/FC Eindhoven | Nederland | Women's BeNe League | 23          | 0          |
| 2014/15 | PSV/FC Eindhoven | Nederland | Women's BeNe League | 23          | 0          |
| 2015/16 | PSV/FC Eindhoven | Nederland | Women's BeNe League | 24          | 0          |
| 2016/17 | PSV/FC Eindhoven | Nederland | Women's BeNe League | 26          | 0          |
| 2017/18 | PSV/FC Eindhoven | Nederland | Women's BeNe League | 20          | 0          |
| Totaal  | Totaal           | Totaal    | Totaal              | 227         | 0          |

Bijgewerkt op 2 september 2012